# サイシャット語
サイシャット語（サイシャットご）は、オーストロネシア語族台湾諸語に属する言語である。漢字で賽夏語と表記される。台湾のサイシャット族の言語である。台湾の新竹県と苗栗県で話されている。